# Athénée royal de Bruxelles
L’Athénée royal de Bruxelles était, jusqu'en 2002, un établissement d'enseignement secondaire situé au no 17 de la rue du Chêne à Bruxelles. Les bâtiments sont maintenant occupés par l'annexe « Chêne » du Conservatoire royal de Bruxelles.

## Historique
Son histoire commence en 1777 par la création du Collège Thérésien. Après la cession des Pays-Bas autrichiens à la République française, par François II, empereur du Saint-Empire, ancienne puissance souveraine, lors du traité de Campo-Formio du 18 octobre 1797, il prend, en 1797, le nom d’École centrale du département de la Dyle puis de Lycée d’État et enfin de Lycée impérial en 1803. Pendant la période du royaume uni des Pays-Bas, l'école prend d'abord le nom d’École royale puis, en 1818, d’Athénée royal.
En 1830, l'athénée est pris en charge par la ville de Bruxelles et, en 1834, celle-ci met plusieurs classes à disposition de la toute nouvelle École militaire. Avec la première loi organique sur l'enseignement secondaire, l’Athénée royal de Bruxelles devient un établissement de l’État. Lors du centenaire de la naissance de Jules Bordet, en 1970, l'école prend le nom d’Athénée royal Jules Bordet en l'honneur de celui qui y fut élève entre 1880 et 1886. Il précisera son régime d'établissement mixte en 1973.
À la suite de la baisse continue du nombre d'élèves inscrits, le Gouvernement de la Communauté française décide, par arrêté communautaire du 23 mai 2002, de fusionner par absorption l'établissement avec l’Institut technique Chomé-Wijns à Anderlecht qui devient l’Athénée royal Leonardo da Vinci. L'établissement scolaire de la rue du Chêne ferme définitivement ses portes le 1er septembre 2002 après la tenue des examens de seconde session de l'année scolaire 2001-2002 et après 225 années d'existence.

## Professeurs notables
- Georges Rency y fut professeur de Lettres de 1904 à 1934[5].
- Louis Piré, professeur de botanique et de zoologie.
- Jules Delhaize y fut professeur de sciences commerciales de 1856 jusqu'en 1867 lorsqu'il crée, avec son frères, Auguste, la société Delhaize Frères et Cie.
- Constantin Héger y enseigna, entre 1829 et 1853, le français à la classe préparatoire (7e année) avant d'en devenir le préfet jusqu'en 1855.
- Adolphe Quetelet y professa les mathématiques.
- Lismonde, ancien élève, y enseigna le dessin de 1946 à 1963.

## Élèves notables
- Jean-Baptiste de Dobbeleer (1784-1868) : architecte.
- Guillaume-Adolphe Nerenburger (1804-1869) : lieutenant-général et commandant de l'École militaire.
- Pierre Van Humbeeck (1829-1890) : premier ministre de l'Instruction publique en Belgique[6].
- Jules Audent (1834-1910) : bourgmestre de Charleroi.
- Charles Woeste (1837-1922) : figure de la droite conservatrice du Parti catholique belge[6].
- Jules Lejeune (1828 - 1911), avocat à la Cour de Cassation, ministre de la Justice
- Samson Wiener (1851-1914), avocat du roi et sénateur de Bruxelles
- Gérard Leman (1851-1920) : lieutenant-général, commandant de l'École militaire et commandant de la position fortifiée de Liège.
- Henri La Fontaine (1854-1943) : homme politique pacifiste, prix Nobel de la paix en 1913 en raison de son engagement pour la paix
- Jules Bordet (1870-1961) : prix Nobel de physiologie ou médecine en 1919 « pour ses découvertes relatives à l'immunité[7] ».
- Lismonde (1908-2001), peintre et dessinateur.
- Léon Rom, explorateur belge
- Haroun Tazieff (1914 - 1998), volcanologue[8]
- Christian Van Eyken (1954) : homme politique belge francophone.
- George Garnir, journaliste et écrivain belge francophone[9].
- Joseph Lippens (1855-1892) officier tué par les esclavagistes au Congo
- Charles Kleinberg (1937 - 2013), comédien, metteur en scène et pédagogue[10].